# Discografia degli One Direction
La discografia degli One Direction, boy band britannica formatasi nel 2010 a Londra. Il quintetto ha firmato un contratto con la Syco dopo aver partecipato al programma The X Factor e hanno successivamente firmato un contratto per le vendite in Nord America con la Columbia.
Il primo album, Up All Night, è stato pubblicato il 18 novembre 2011, raggiungendo la prima posizione della classifica americana e la seconda di quella britannica, ed è stato certificato doppio disco di platino negli USA. Dall'album sono stati estratti come singoli: What Makes You Beautiful, Gotta Be You, One Thing e More than This. Il secondo album di inediti, Take Me Home, è stato pubblicato il 9 novembre 2012; anch'esso ha raggiunto la prima posizione in numerosissimi paesi, vendendo a livello mondiale oltre 7 milioni di copie. Dall'album sono stati estratti 3 singoli: Live While We're Young, Little Things e Kiss You. Il 25 novembre 2013 è stato pubblicato il terzo album studio, intitolato Midnight Memories, che è riuscito nel solo 2013 a vendere mondialmente 4 milioni di copie. Da questo album sono stati estratti quattro singoli: Best Song Ever, Story of My Life, Midnight Memories e You & I. Il 17 novembre 2014 è stato pubblicato il quarto album studio, intitolato Four. Da questo album è stato estratto fino ad ora Steal My Girl e Night Changes. Il 13 novembre 2015 viene pubblicato il loro quinto album in studio, intitolato Made in the A.M. e anticipato dai singoli Drag Me Down e Perfect, usciti rispettivamente il 31 luglio e il 16 ottobre 2015.

## Album in studio
| Anno | Titolo | Classifiche | Classifiche | Classifiche | Classifiche | Classifiche | Classifiche | Classifiche | Classifiche | Classifiche | Classifiche | Vendite                                         | Certificazioni |
| Anno | Titolo | UK          | AUS         | BEL (FL)    | CAN         | FRA         | IRE         | NLD         | NZL         | SWE         | US          | Vendite                                         | Certificazioni |
| ---- | --- | ----------- | ----------- | ----------- | ----------- | ----------- | ----------- | ----------- | ----------- | ----------- | ----------- | ----------------------------------------------- | --- |
| 2011 | Up All Night - Pubblicato: 18 novembre 2011 - Etichetta: Syco, Columbia - Formato: CD, download digitale         | 2           | 1           | 7           | 1           | 15          | 1           | 7           | 1           | 1           | 1           | - UK: 1,000,412 - US: 1,900,000 - WW: 6,823,074 | - AUS: 4× Platinuo - CAN: 3× Platino - FRA: Platino - IRL: 3× Platino - NZL: 3× Platino - SWE: Platino - UK: 4× Platino - USA: 2× Platino               |
| 2012 | Take Me Home - Pubblicato: 9 novembre 2012 - Etichetta: Syco, Columbia - Formato: CD, download digitale          | 1           | 1           | 1           | 1           | 3           | 1           | 1           | 1           | 1           | 1           | - UK: 906,000 - US: 2,800,000 - WW: 7,900,000   | - AUS: 3× Platino - CAN: 3× Platino - FRA: Platino - IRL: 3× Platino - NLD: Platino - NZL: 2× Platino - SWE: Platino - UK: 3× Platino - USA: 2× Platino |
| 2013 | Midnight Memories - Pubblicato: 25 novembre 2013 - Etichetta: Syco, Columbia - Formato: CD, download digitale    | 1           | 1           | 1           | 1           | 2           | 1           | 2           | 2           | 1           | 1           | - UK: 826,000 - US: 2,000,000 - WW: 4,200,000   | - AUS: 2× Platino - CAN: 2× Platino - FRA: Platino - IRL: 3× Platino - NZL: Platino - SWE: Oro - UK: 2× Platino - USA: 2x Platino                       |
| 2014 | Four - Pubblicato: 17 novembre 2014 - Etichetta: Syco, Columbia - Formato: CD, LP, download digitale             | 1           | 1           | 1           | 1           | 1           | 1           | 1           | 1           | 1           | 1           | - WW: 3,200,000 - CAN: 398,000 - US: 1,000,000  | - AUS: 2× Platino - CAN: Platino - NZL: Platino - SWE: Platino - UK: 2× Platino - USA: Platino                                                          |
| 2015 | Made in the A.M. - Pubblicato: 13 novembre 2015 - Etichetta: Syco, Columbia - Formato: CD, LP, download digitale | 1           | 2           | 1           | 2           | 4           | 1           | 3           | 2           | 2           | 2           | - UK: 93,189 - CAN: 44,000 - US: 459,000        | - AUS: Platino - NZL: Oro - USA: Oro - UK: Oro |

## EP
| Anno | Titolo | Classifiche |
| Anno | Titolo | US          |
| ---- | --- | ----------- |
| 2012 | iTunes Festival: London 2012 - Pubblicato: 20 settembre 2012 - Etichetta: Syco - Formato: download digitale | 140         |
| 2020 | Acoustic EP - Pubblicato: 23 luglio 2020 - Etichetta: Syco - Formato: download digitale                     | —           |
| 2020 | Live EP - Pubblicato: 23 luglio 2020 - Etichetta: Syco - Formato: download digitale                         | —           |
| 2020 | Rarities EP - Pubblicato: 23 luglio 2020 - Etichetta: Syco - Formato: download digitale                     | —           |
| 2020 | Remixes EP - Pubblicato: 23 luglio 2020 - Etichetta: Syco - Formato: download digitale                      | —           |

## Singoli
| Anno | Titolo                             | Classifiche | Classifiche | Classifiche | Classifiche | Classifiche | Classifiche | Classifiche | Classifiche | Classifiche | Classifiche | Certificazioni | Album             |
| Anno | Titolo                             | UK          | AUS         | BEL (FL)    | CAN         | FRA         | IRE         | NLD         | NZL         | SWE         | USA         | Certificazioni | Album             |
| ---- | ---------------------------------- | ----------- | ----------- | ----------- | ----------- | ----------- | ----------- | ----------- | ----------- | ----------- | ----------- | --- | ----------------- |
| 2011 | What Makes You Beautiful           | 1           | 2           | 5           | 7           | 3           | 1           | 3           | 2           | 29          | 4           | - AUS: 6× Platino - BEA: Oro - CAN: 5× Platino - NZL: 2× Platino - SWE: 4× Platino - UK: Platino - USA: 6× Platino | Up All Night      |
| 2011 | Gotta Be You                       | 3           | —           | —           | —           | —           | 3           | —           | —           | —           | —           | - AUS: Oro | Up All Night      |
| 2012 | One Thing                          | 2           | 3           | 7           | 7           | 9           | 6           | 72          | 16          | —           | 39          | - AUS: 4× Platino - CAN: 2× Platino - NZL: Oro - UK: Argento - USA: 2x Platino                                     | Up All Night      |
| 2012 | More than This                     | 86          | 49          | —           | —           | —           | 39          | —           | —           | —           | —           | - AUS: Oro | Up All Night      |
| 2012 | Live While We're Young             | 1           | 2           | 7           | 2           | 2           | 1           | 3           | 1           | 23          | 3           | - AUS: 2× Platino - CAN: Platino - NZL: Platino - UK: Argento - USA: 3x Platino                                    | Take Me Home      |
| 2012 | Little Things                      | 1           | 9           | 3           | 20          | 58          | 2           | —           | 2           | 2           | 33          | - AUS: 3× Platino - CAN: Platino - NZL: Oro - UK: Oro - USA: 2x Platino                                            | Take Me Home      |
| 2013 | Kiss You                           | 9           | 13          | 30          | 30          | 36          | 7           | 30          | 13          | 50          | 46          | - AUS: Platino - CAN: Platino - NZL: Oro - UK: Argento - USA: 2x Platinum                                          | Take Me Home      |
| 2013 | One Way or Another (Teenage Kicks) | 1           | 3           | 5           | 9           | 7           | 1           | 1           | 3           | 8           | 13          | - AUS: 2× Platino - BEL: Oro - NZL: Oro - UK: Oro - USA: Platino                                                   | —                 |
| 2013 | Best Song Ever                     | 1           | 4           | 2           | 2           | 12          | 2           | 5           | 3           | 2           | 2           | - AUS: 2x Platinum - NZL: Oro - UK: Argento - USA: 2x Platinum                                                     | Midnight Memories |
| 2013 | Story of My Life                   | 2           | 3           | 3           | 3           | 22          | 1           | 3           | 1           | 8           | 6           | - AUS: 2x Platino - CAN: 2× Platino - NZL: Platino - UK: Oro - USA: 2x Platino                                     | Midnight Memories |
| 2014 | Midnight Memories                  | 39          | 45          | 4           | 35          | 14          | 3           | 5           | 3           | —           | 12          | | Midnight Memories |
| 2014 | You & I                            | 19          | 23          | 17          | 78          | —           | 7           | 32          | 22          | 21          | 68          | | Midnight Memories |
| 2014 | Steal My Girl                      | 3           | 9           | 15          | 16          | 1           | 3           | 31          | 9           | 18          | 13          | - AUS: Platino - CAN: Platino - NZL: Oro - UK: Oro - USA: Oro                                                      | Four              |
| 2014 | Night Changes                      | 7           | 33          | —           | 20          | —           | 13          | 76          | 11          | 40          | 31          | - AUS: Oro - CAN: Oro - NZL: Oro - UK: Argento - USA: Platino                                                      | Four              |
| 2015 | Drag Me Down                       | 1           | 1           | 5           | 4           | 5           | 1           | 5           | 1           | 6           | 3           | - AUS: Platino - CAN: Oro - NZL: Oro - UK: Oro                                                                     | Made in the A.M.  |
| 2015 | Perfect                            | 2           | 4           | 9           | 13          | 25          | 1           | 28          | 7           | 12          | 10          | - AUS: Oro - NZL: Oro - UK: Argento                                                                                | Made in the A.M.  |
| 2015 | Infinity                           | 7           | 29          | —           | 46          | —           | 14          | 72          | —           | 63          | 65          | | Made in the A.M.  |
| 2016 | History                            | —           | —           | —           | —           | —           | —           | —           | —           | —           | —           | | Made in the A.M.  |

## Videografia

### Album video
- 2012 – Up All Night: The Live Tour
- 2013 – One Direction: This Is Us
- 2014 – One Direction: Where We Are - Il film concerto

### Video musicali
- What Makes You Beautiful, regia di John Urbano (2011)
- Gotta Be You, regia di John Urbano (2011)
- One Thing, regia di Daniel Whitebloom (2012)
- Live While We're Young, regia di Vaughan Arnell (2012)
- Little Things, regia di Vaughan Arnell (2012)
- Kiss You, regia di Vaughan Arnell (2013)
- One Way or Another (Teenage Kicks) (2013)
- Best Song Ever, regia di Ben Winston (2013)
- Story of My Life, regia di Ben Winston (2013)
- Midnight Memories, regia di Ben Winston (2014)
- You & I, regia di Ben Winston (2014)
- Steal My Girl, regia di Ben and Gabe Turner (2014)
- Night Changes, regia di Ben Winston (2014)
- Drag Me Down, regia di Ben and Gabe Turner (2015)
- Perfect, regia di Sophie Müller (2015)
- History